# Lonchomyrmex freyeri
Lonchomyrmex freyeri är en myrart som först beskrevs av Oswald Heer 1867.  Lonchomyrmex freyeri ingår i släktet Lonchomyrmex och familjen myror. Inga underarter finns listade i Catalogue of Life.